# Россия (атомный ледокол)
«Росси́я» — советский и российский атомный ледокол проекта 10521, являющийся развитием проекта 1052, заложен 20 февраля 1981 года на Балтийском заводе имени Серго Орджоникидзе в Ленинграде, спущен на воду 2 ноября 1983 года, принят в эксплуатацию 21 декабря 1985 года, является четвёртым в мире ледоколом с ядерной энергетической установкой.

## История
Построенное в Советском Союзе судно предназначено для эксплуатации в Северном Ледовитом океане. Судно может самостоятельно пройти тропики для работы в Антарктике, но тогда при пересечении тропиков температура в отдельных помещениях может подниматься выше 50 °C, что в свою очередь может быть губительным для отдельных механизмов судна. Также потребуется снизить мощность установки до минимума.
Является первым ледоколом проекта 10521, на котором была установлена система пневмоомыва, её предназначением является предотвращение обледенения подводной части корпуса. Тем самым, является первым судном с ядерным реактором, которое было оснащено данной системой.
В 1990 году впервые в истории арктических путешествий совершил круизный рейс для иностранных туристов на Северный полюс.
В 2007 году участвовал в обеспечении экспедиции «Арктика-2007», включавшей исследование континентального шельфа России на Северном полюсе с использованием глубоководных аппаратов «Мир» с борта судна Академик Фёдоров. С борта ледокола «Россия» действовал автономный подводный аппарат «Клавесин-1Р».
17 сентября 2011 года атомоход отправляется из Мурманска на Северный полюс с членами экспедиции «Арктика-2011» на борту.
В марте-апреле 2012 года и феврале-апреле 2013 года ледокол работал в Финском заливе и обеспечивал проводку танкеров к порту Приморск.
Капитаны «России»:
- Анатолий Алексеевич Ламехов (1984—2009), Герой Социалистического Труда
- Валентин Сергеевич Давыдянц
- Александр Михайлович Спирин (22 марта — 10 сентября 2000, 13 февраль 2006 — 1 октября 2013)
- Олег Михайлович Щапин (2007 — настоящее время)

По состоянию на 2024 год Ледокол снят с эксплуатации и находится на консервации. Ледокол переведен в отстой по причине отсутствия ядерного топлива для очередной кампании и отказе в продлении моторесурса реактора.
Ледокол изображён на почтовой марке России 2008 года.

## На борту
На ледоколе установлена спутниковая система связи, обеспечивающая навигацию, телефонную связь, факс и интернет (для служебного пользования). На судне имеется большая столовая, библиотека, салон отдыха, шахматный салон, кинозал на 100 мест, тренировочный зал, плавательный бассейн, сауна, теплица для выращивания свежих овощей на основе гидропоники.

## Основные технические характеристики
- Длина наибольшая: 147,9 м
- Ширина наибольшая: 30,0 м
- Высота борта: 17,2 м
- Водоизмещение полное: 23 460 т
- Тип главной установки: атомная турбоэлектрическая
- Мощность главной установки: 55 МВт (75 000 л. с.)
- Максимальная скорость хода по чистой воде: 21,0 узел.